# Bella Vista (Panamá)
Bella Vista es un corregimiento que pertenece al conjunto urbano de la ciudad de Panamá, Distrito Capital. Fue fundado mediante el Decreto Alcaldicio n.º 12 del 12 de junio de 1930. Limita al norte con Bethania y Pueblo Nuevo; al sur, con la Bahía de Panamá; al este, con San Francisco y al oeste, con Calidonia y Curundú.

## Toponimia
Existen diversas versiones populares acerca del origen de su nombre, una de ellas plantea que surgió por la empresa constructora de viviendas denominada Bella Vista, de propietario estadounidense, la cual construyó algunas de las primeras viviendas del lugar. Otra versión atribuye el nombre a las vistas panorámicas que se captaban desde las colinas donde está hoy la Universidad de Panamá.

## Historia
Bella Vista era originalmente una zona pantanosa en las afueras de la Ciudad de Panamá. La tierra era propiedad de la Compañía del Canal de Panamá de Estados Unidos, que había construido el canal entre 1904 y 1914. A principios de los años 20, la compañía comenzó a desarrollar la zona, rellenando los pantanos y creando un barrio residencial. Las primeras casas en Bella Vista fueron construidas en las décadas de 1920 y 1930, y el barrio rápidamente se volvió popular entre la clase media panameña.
El corregimiento es conocido por su estilo arquitectónico neocolonial, que data de los años 1930. Las casas cuentan con grandes ventanales, amplios aleros, techos de teja y otras características que las hacen ideales para el clima tropical. Para preservar esta arquitectura, se ha propuesto que el barrio sea declarado como patrimonio histórico. Durante este tiempo, algunas de las construcciones más importantes en Bella Vista incluyeron la Plaza Herrera, un parque rodeado de hermosas residencias de estilo colonial español, y el Hotel Bella Vista, un hotel histórico que ha sido un importante punto de referencia para el barrio durante décadas.
Los años 50 y 60 fueron la edad dorada de Bella Vista. El barrio experimentó una transformación significativa, con muchos edificios y negocios nuevos abriendo. Se construyeron edificios de apartamentos de gran altura, reemplazando las casas tradicionales, y el barrio se convirtió en un centro de vida nocturna y entretenimiento. Muchos de los bares y clubes que aún son populares hoy en día se establecieron durante este período.Durante este tiempo, algunas de las construcciones más importantes en Bella Vista incluyeron el edificio El País, un imponente edificio de apartamentos que se convirtió en uno de los más emblemáticos de la ciudad, y el Teatro Bella Vista, un teatro histórico que se ha mantenido en funcionamiento durante décadas y que es considerado uno de los lugares de entretenimiento más importantes de la ciudad.
En la década de 1970, el barrio comenzó a declinar. El país enfrentaba inestabilidad política y económica, y muchos negocios y residentes se fueron. La zona se hizo conocida por el crimen y el uso de drogas, y perdió gran parte de su antigua gloria. Durante este tiempo, algunas de las construcciones más importantes en Bella Vista comenzaron a deteriorarse y muchos edificios fueron abandonados. Sin embargo, aún se pueden encontrar algunas joyas arquitectónicas importantes en el barrio, como el Edificio de la Guardia Nacional, un impresionante edificio que ha sido restaurado y ahora se utiliza como museo, y el Edificio Italia, un rascacielos icónico que aún es uno de los más altos de la ciudad.
En los últimos años, Bella Vista ha experimentado un renacimiento. El barrio ha sido testigo de una renovación significativa de edificios antiguos y ha habido un aumento en la construcción de nuevos edificios de apartamentos de lujo exclusivamente dentro de los límites del barrio. Uno de los edificios más notables en Bella Vista es el Edificio Aqua, que es un rascacielos residencial de lujo de 56 pisos. Fue construido en 2011 y cuenta con una piscina en la azotea y un centro de fitness. Otro edificio notable en el barrio es el Edificio Matisse, un rascacielos de 50 pisos que también cuenta con apartamentos de lujo.
Además de estos edificios residenciales, también ha habido un aumento en la apertura de nuevos negocios y restaurantes exclusivamente en el barrio, lo que ha llevado a un resurgimiento de la vida nocturna y la cultura en la zona. Uno de los lugares más populares para la vida nocturna en Bella Vista es el rooftop bar del hotel Tántalo, que ofrece vistas espectaculares de la ciudad.
No obstante, debido a la creciente especulación inmobiliaria, la desidia de los gobiernos por preservar el barrio y el alto valor del terreno en esta área, se yerguen cada día modernos edificios que amenazan con desaparecer el estilo arquitectónico inicial, a tal punto que a la fecha ya se han perdido numerosas edificaciones históricas del corregimiento, y las pocas que quedan coexisten con los edificios modernos, habiéndose perdido para siempre la armonía urbanística clásica del corregimiento.

## Geografía

### Barrios
Los barrios que pertenecen a este corregimiento son: 
- Bella Vista (Viejo) 
- La Cresta
- Campo Alegre
- El Carmen (incluye El Carmen, Herbruger, Linares, Pasadena y Nuevo Reparto El Carmen)
- Obarrio (San Gabriel)
- El Cangrejo
- Marbella

### Ubicación
| Noroeste: Bethania y Curundú | Norte: Pueblo Nuevo y Bethania | Noreste: Océano Pacífico                 |
| Oeste: Calidonia y Curundú   |                                | Este: San Francisco                      |
| Suroeste: Calidonia          | Sur: Océano Pacífico           | Sureste: San Francisco y Océano Pacífico |

## Educación
El corregimiento ofrece una gran variedad de centros educativos, entre los más importantes se encuentran la Universidad de Panamá, Universidad Metropolitana de Educación, Ciencia y Tecnología, Colegio La Salle, Colegio The Lincoln Academy Panama, Colegio Episcopal de Panamá, Oxford International School, Escuela Japonesa de Panamá (EN), una escuela japonesa en el extranjero, Escuela Bella Vista, Escuela Latinoamericana entre otros.